# Polieucte de Melitene
Polieucte de Melitene (mort el 10 de gener de 259) va ésser un soldat romà, mort màrtir a Melitene (Armènia) i venerat com a sant per diverses confessions cristianes.

## Biografia
Polieucte era un oficial de l'exèrcit romà a Armènia. Commogut pel zel del seu amic cristià Nearc, va convertir-se al cristianisme. Deci, prefecte de l'emperador Valerià I havia decretat que els ciutadans fessin sacrificis als déus romans i Polieucte s'hi negà. A més, va atacar una processó pagana, fent caure els ídols a terra i trencant-los.
Detingut, fou torturat, malgrat la intercessió de la seva esposa Paulina, els seus fills i el seu sogre Fèlix, de gran prestigi a la ciutat. En no voler abjurar de la seva fe, fou decapitat.

## Veneració
Fou sebollit a Melitene i, amb el temps, una església s'aixecà sobre la tomba. Al 524-527, Anicia Juliana li dedicà l'església de Sant Polieucte a Constantinoble, avui desapareguda i que abans de Justinià era la més gran de la ciutat.
Se celebra el 13 de febrer en occident, i el 9 de gener en orient. El calendari armeni el celebrava el 7 de gener.

## Aparició en obres de creació
La seva història és la base temàtica de la tragèdia Polyeucte de Pierre Corneille (1642). A partir d'aquesta, s'originaren diverses obres de teatre musical: 
- el ballet Polyeucte de Marc-Antoine Charpentier (1679),
- l'òpera Poliuto de Gaetano Donizetti (1838), adaptada al francès per Eugène Scribe amb el títol Les martyrs per a l'estrena a París, el 1840; en italià s'estrenà el 1848,
- l'òpera Polyeucte de Charles Gounod (1878), amb el llibretista Jules Barbier,
- l'obertura simfònica de Paul Dukas Polyeucte (1892).